# Jan Gerko Wiebenga
Jan Gerko Wiebenga (Surakarta (Java), 20 december 1886 - Den Haag, 1 januari 1974) was een Nederlandse architect/ingenieur. Vanwege zijn vroege toepassing van skeletconstructies in gewapend beton kan Wiebenga beschouwd worden als pionier van het nieuwe bouwen in Nederland.

## Leven en werk

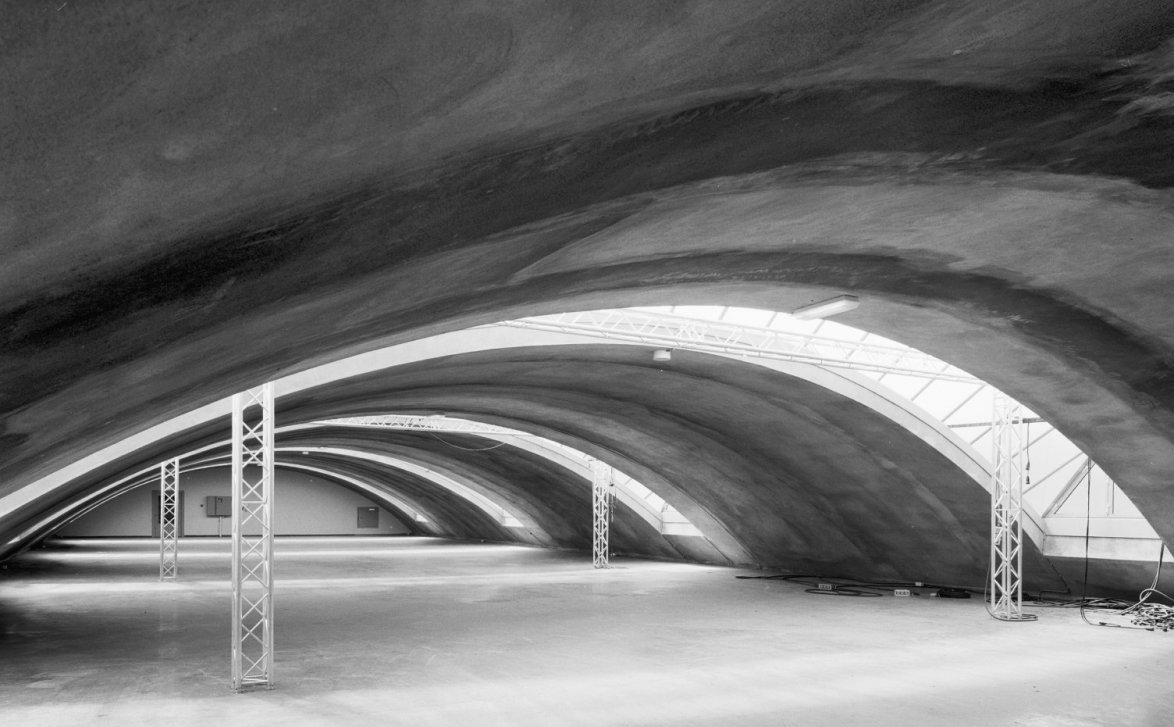
Betonnen schaaldak Wiebengahal, Maastricht

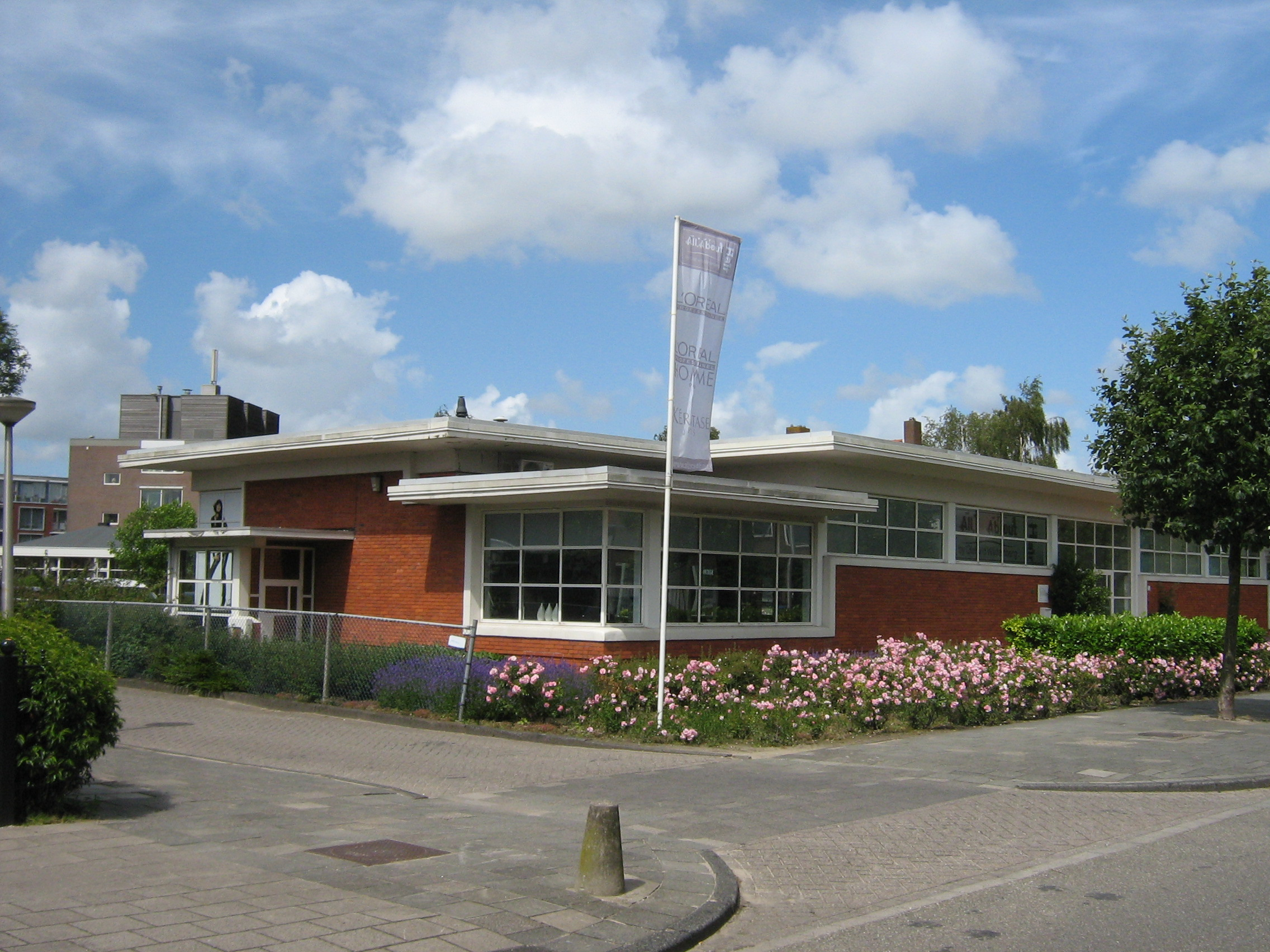
Voormalig schoolgebouw, Aalsmeer

Na zijn studie aan de TH Delft trad Wiebenga in 1912 in dienst bij het betonconstructiebedrijf Stulemeyer en Co in Breda. In dienst van dit bedrijf was hij verantwoordelijk voor de realisering van diverse industriële en infrastructurele projecten in Nederland en België. Zijn eerste opdrachten waren in Maastricht, waar hij in 1912 de Cokesfabriek realiseerde voor de SA Hollando-Belge pour la fabrication du coke, en in 1912-1913 een complex fabriekshallen Division II voor de aardewerkfabriek Société Céramique. Laatstgenoemd complex werd omstreeks 1990 grotendeels gesloopt voor de bouw van het Bonnefantenmuseum; een deel bleef behouden als Wiebengahal en was enige tijd in gebruik als dependance van het NAi. Latere projecten waren de betonnen koepel van de Cenakelkerk in de Heilig Landstichting bij Nijmegen, enkele bruggen bij Luik en Nijmegen, een graansilo in Veghel en een chocoladefabriek in Breda. Een door hem in samenwerking met Brinkman en Van der Vlugt gewonnen prijsvraag voor het nieuwe gebouw van de Rijksakademie van beeldende kunsten aan de Apollolaan in Amsterdam, leidde niet tot een opdracht.
In 1922 werd hij benoemd tot directeur van de School voor Nijverheidsonderwijs in Groningen. Een van zijn eerste taken was het bouwen van een nieuw schoolgebouw. Geheel in overeenstemming met zijn werkzaamheden tot dan toe werd dat gebouw volledig opgetrokken in een betonskelet, waarmee dat het eerste belangrijke (niet-utilitaire) gebouw in Nederland werd dat in die techniek is gerealiseerd. Wiebenga vroeg Leendert van der Vlugt hem te assisteren bij het ontwerp; welk aandeel ieder van hen in het uiteindelijke resultaat heeft gehad, werd nergens geboekstaafd, maar uit archiefmateriaal ontstaat de indruk dat het ontwerp vrijwel geheel op conto van Wiebenga geschreven dient te worden.
In 1926 vertrok hij naar Den Haag waar hij onder andere samenwerkte met Jan Duiker (die in het Bouwkundig Weekblad een lovend artikel had geschreven over de school in Groningen). Wiebenga had een belangrijk aandeel in de betonconstructies van sanatorium Zonnestraal (van Duiker) en de Van Nellefabriek (van Leendert van der Vlugt).
In 1927 nam hij deel aan een prijsvraag voor het nieuwe Paleis van de Volkenbond in Genève. Vanaf 1928 was Wiebenga een aantal jaren directeur gemeentewerken in Aalsmeer, waar hij onder meer verantwoordelijk was voor de bouw van een nieuwe ULO-school.
In 1928 sloot hij zich samen met Duiker aan bij de Amsterdamse architectengroep de "8", die een moderne internationale architectuur nastreefden. Onder invloed van Wiebenga, die een reis naar de Verenigde Staten had gemaakt, ontwikkelde Duiker het plan om in eigen beheer appartementengebouwen te bouwen in Den Haag. Na lange tijd leidde dit initiatief uiteindelijk tot de bouw van de Nirwanaflat aan de Benoordenhoutseweg (slechts 20 meter hoog in plaats van de oorspronkelijk voorgestelde 60 meter) in 1930. De perikelen rond dit project veroorzaakten ook een breuk tussen beide architecten.
Vanaf 1931 was hij directeur van de Technische Dienst van de gemeente Zwolle als opvolger van Lourens Krook. Het gemeentebestuur dwong hem bij de uitbreiding van het Sophiaziekenhuis samen te werken met architect Jan van der Linden. Door deze gedwongen samenwerking kreeg het gebouw waarschijnlijk niet de heldere opbouw die de overige gebouwen van Wiebenga kenmerkt. Meer geslaagd is het Gemeentelijk Openluchtzwembad, dat in 1933 in gebruik werd genomen. Door conflicten werd Wiebenga in 1934 door het gemeentebestuur op non-actief gesteld.
Na 1936 werd er in architectonische zin niet veel meer van Wiebenga vernomen.

## Bouwwerken van Jan Gerko Wiebenga
- Cokesfabriek, Maastricht (1912)
- Wiebengahal, Maastricht (1912)
- Koepel Cenakelkerk, Heilig Landstichting-Nijmegen (1913-15)
- CHV-graansilo, Veghel (1916)
- Kwattafabriek, Breda (1921?, in 1979 gesloopt)
- School voor Nijverheidsonderwijs, Groningen (1922, met Leendert van der Vlugt)
- Sanatorium Zonnestraal, Hilversum (1926-28, met Jan Duiker en Bernard Bijvoet)
- Nirwanaflat, Den Haag (1926-29, met Jan Duiker)
- Van Nellefabriek, Rotterdam (1927-30, met Leendert van der Vlugt)
- Naai- en Knipschool voor meisjes, Aalsmeer (1929)
- Ulo-school, Aalsmeer (1931)[2]
- Woonhuis Wentzel, Aalsmeer (1931)
- Sophiaziekenhuis, thans ArtEZ, Zwolle (1931, met Jan van der Linden)
- Gemeentelijk Openluchtzwembad, Zwolle (1933)

### Galerij

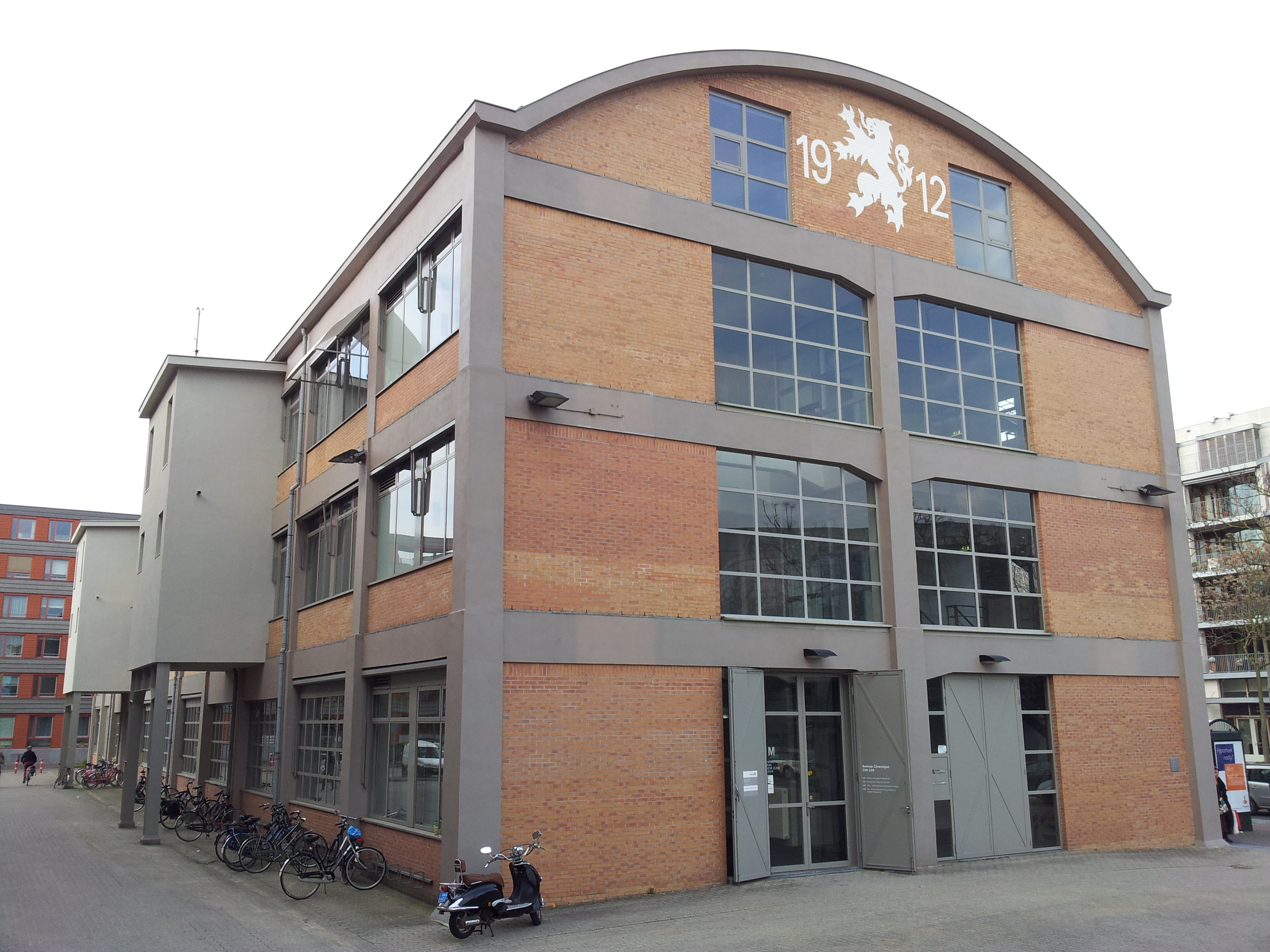
Wiebengahal Maastricht
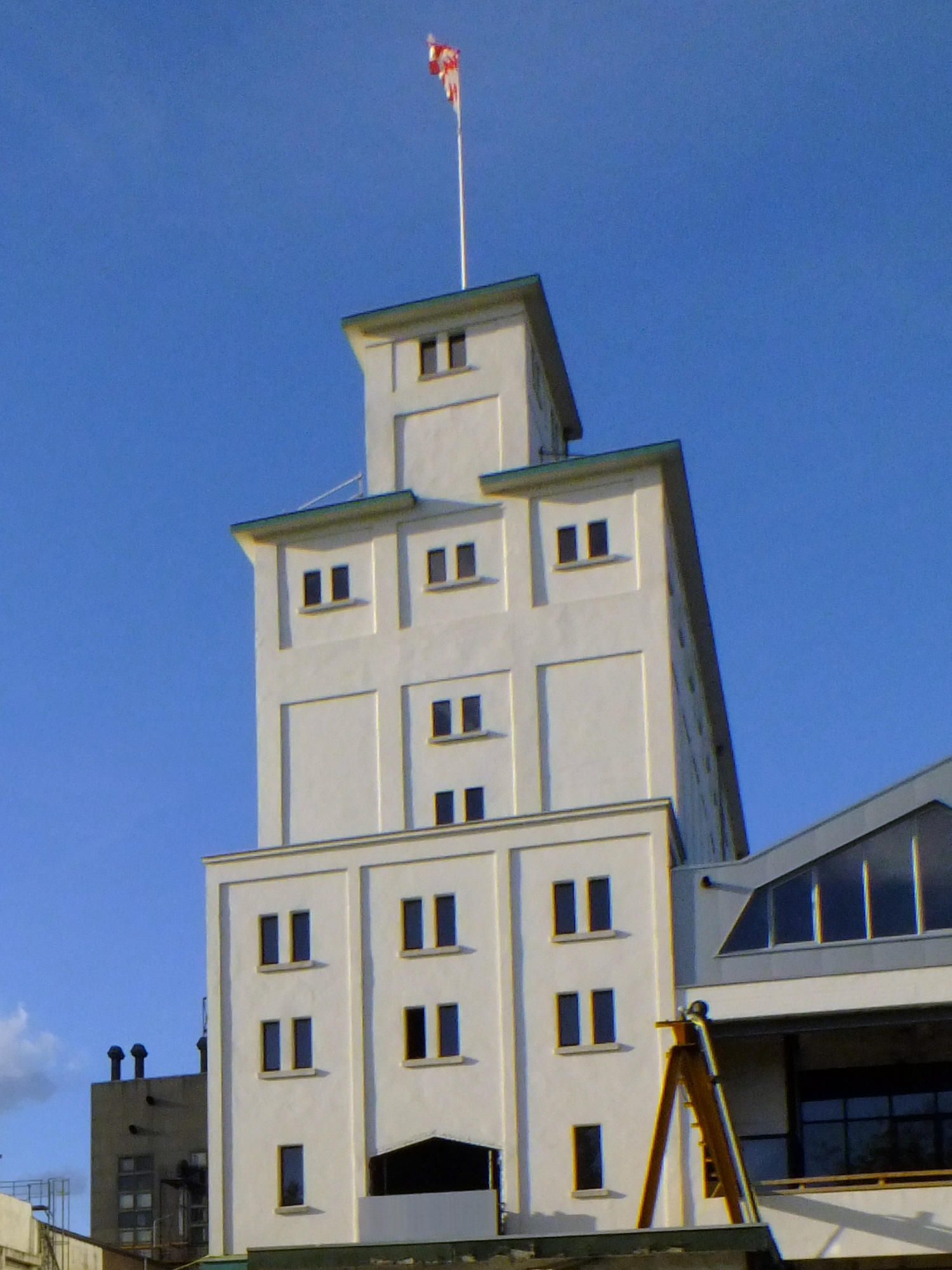
CHV-graansilo Veghel
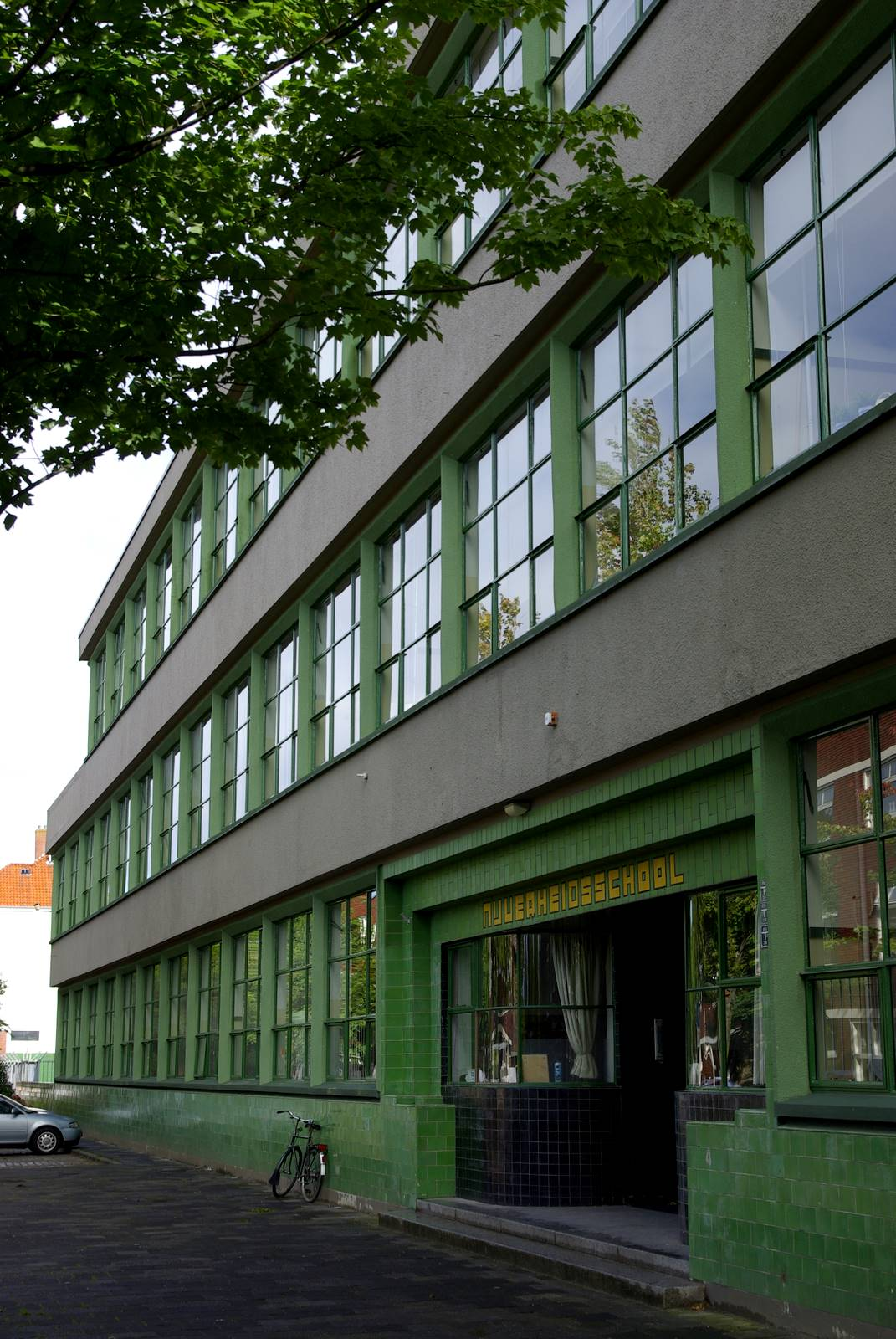
Nijverheidsschool Groningen
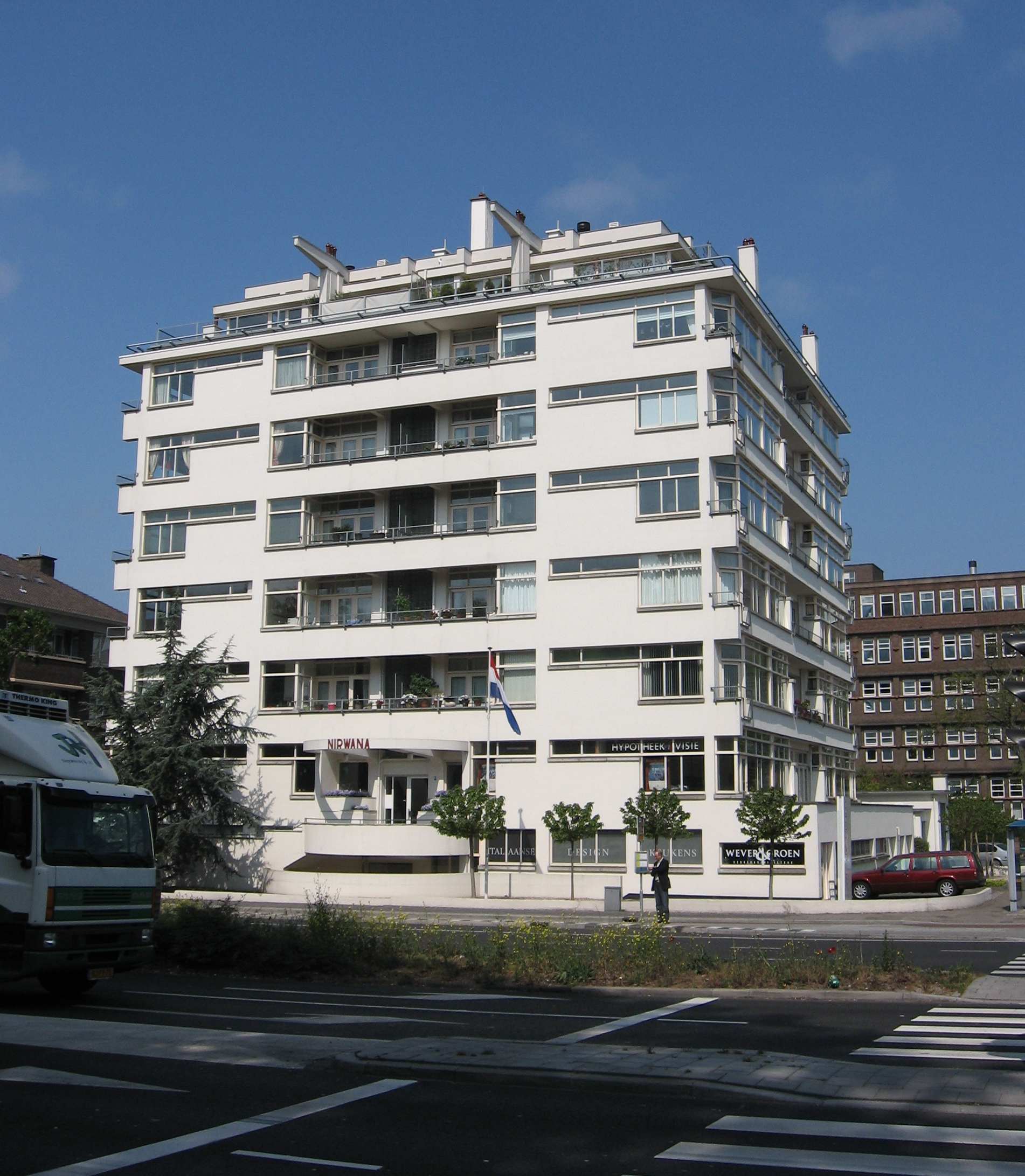
Nirwanaflat Den Haag
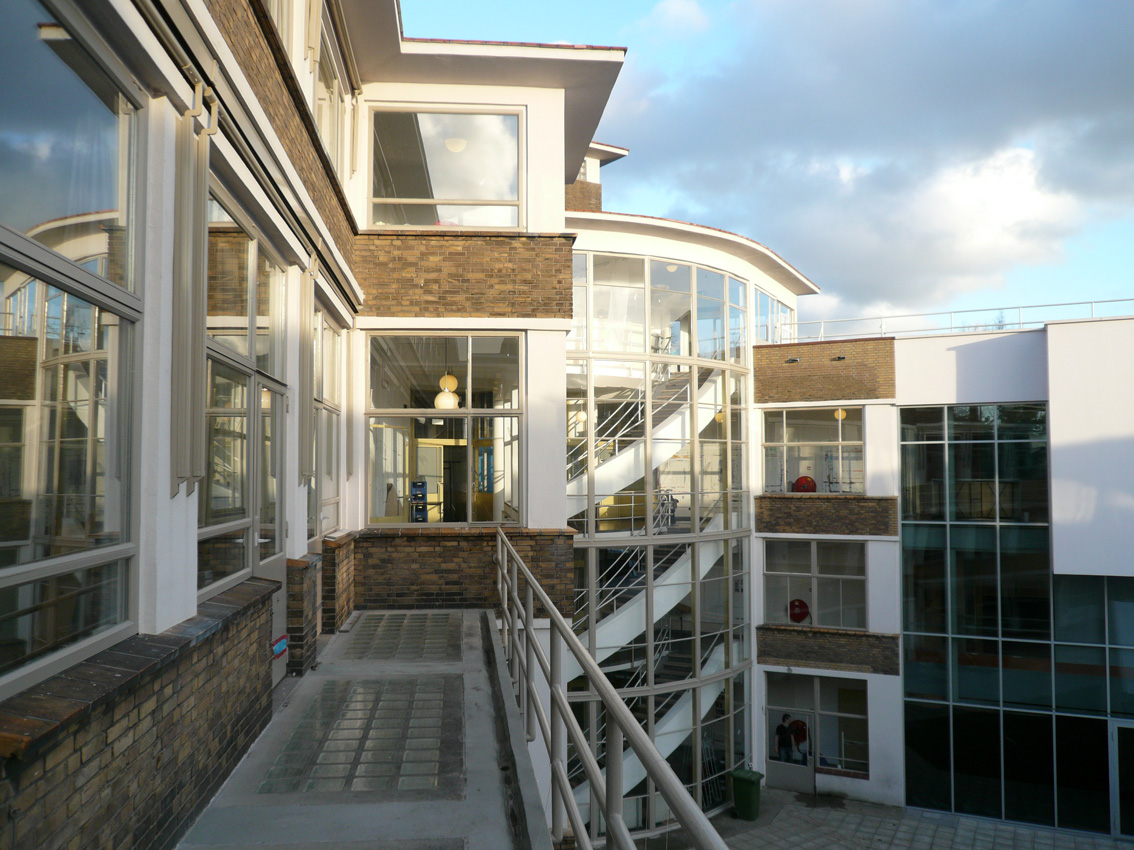
Voormalig Sophiaziekenhuis Zwolle
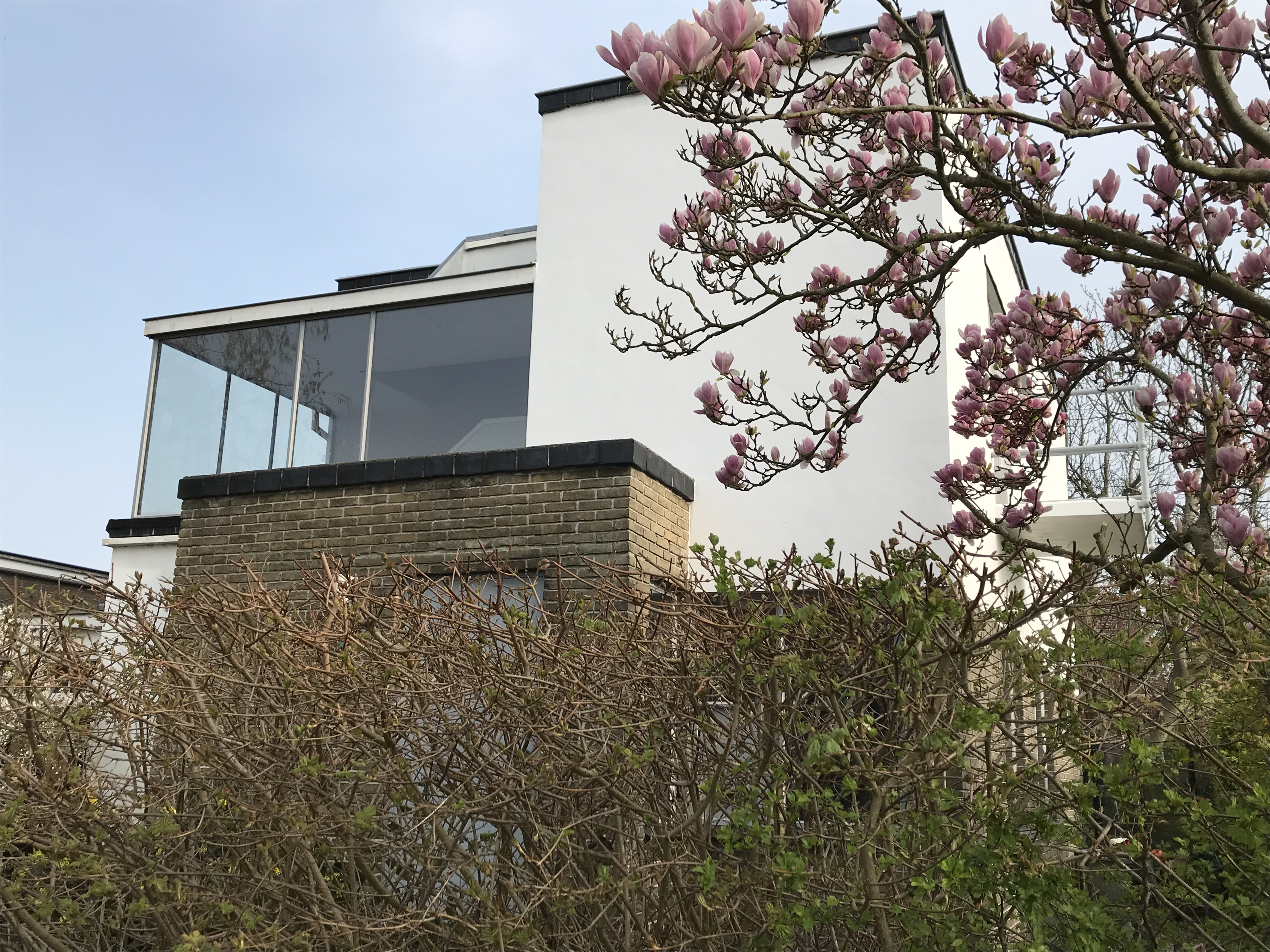
Woonhuis Wentzel Aalsmeer

## Verder lezen
- Molema, J. en P. Bak (1987): Jan Gerko Wiebenga, apostel van het Nieuwe Bouwen. Uitgeverij 010, Rotterdam